# Galactomyces candidum
Galactomyces candidum — вид аскомікотових грибів родини Dipodascaceae.

## Опис
Досить поширений грибок у всьому світі. Це нитчастий дріжджоподібний гриб, який зазвичай виділяють із ґрунту, води, молока, сиру, силосу, тканин рослин, травного тракту у людей та інших ссавців. Інфекції G. candidum у рослин і тварин трапляються дуже рідко. У людей було зареєстровано менше 100 випадків між 1842 і 2006 роками (а деякі так і не були підтверджені). Ураження легень є найбільш поширеною формою захворювання у людей та тварин, але також були відзначені бронхіальні, оральні, вагінальні, шкірні та аліментарні інфекції. Молочні продукти ніколи не мали відношення до харчової інфекції. G. candidum можна використовувати у молочних продуктах як закваску.

## Морфологія
Колонії швидко ростуть, плоскі, від білого до кремового кольору, сухі. Гіфи прозорі, розгалужені і розпадаються на ланцюги прозорих, гладких, одноклітинних, циліндричних артроконідій. Артроконідії мають розмір 6-12 х 3-6 мкм і виділяються шляхом відокремлення подвійної перегородки.